# Thomas Helveg
Thomas Lund Helveg, född 24 juni 1971 i Odense, är en dansk före detta fotbollsspelare som har representerat storklubbar som AC Milan och Inter. Hans största framgångar gjorde han i AC Milan som han vann Serie A och Champions League med. Helveg blev även utsedd till Årets fotbollsspelare i Danmark 1994.